# Carmelo Flores Laura
Carmelo Flores Laura byl Bolivijec, jehož neověřené datum narození 16. července 1890, které uvádí matriky, by z něj učinilo nejstaršího známého člověka všech dob. Nicméně Guinnessovy světové rekordy ani další mezinárodní organizace jeho věk nepotvrdily. Podle Gerontology Research Group mohl v roce 2013 mít 107 let.
Pocházel z indiánského kmene Aymara žil poblíž jezera Titicaca. Nepoužíval hůl, nenosil brýle, vyhýbal se alkoholu a nikdy prý nebyl vážně nemocen.
Zemřel v červnu roku 2014.